# Premio Jiří Orten
El premio Jiří Orten es un premio literario checo que se otorga al autor de una obra poética o en prosa escrita en lengua checa . El autor premiado no deberá tener más de treinta años al momento de finalizar la obra. El galardón fue creado en 1987 fuera de las estructuras oficiales (entre los "padres fundadores" se encuentran Jindřich Pokorný y Vladimír Pistorius ) y durante muchos años lo concedió la editorial Mladá fronta y posteriormente lo otorga conjuntamente la Unión de Libreros y Editores Checos y el Ayuntamiento de Praga. El premio incluye una recompensa económica de 50.000 coronas.

## Laureados

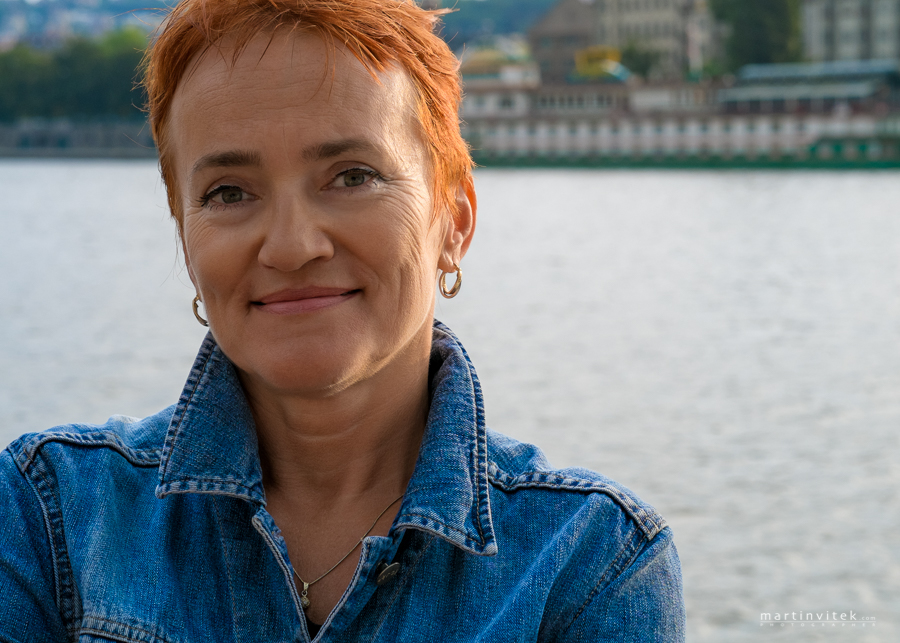
Tereza Boučková, ganadora del premio en 1990

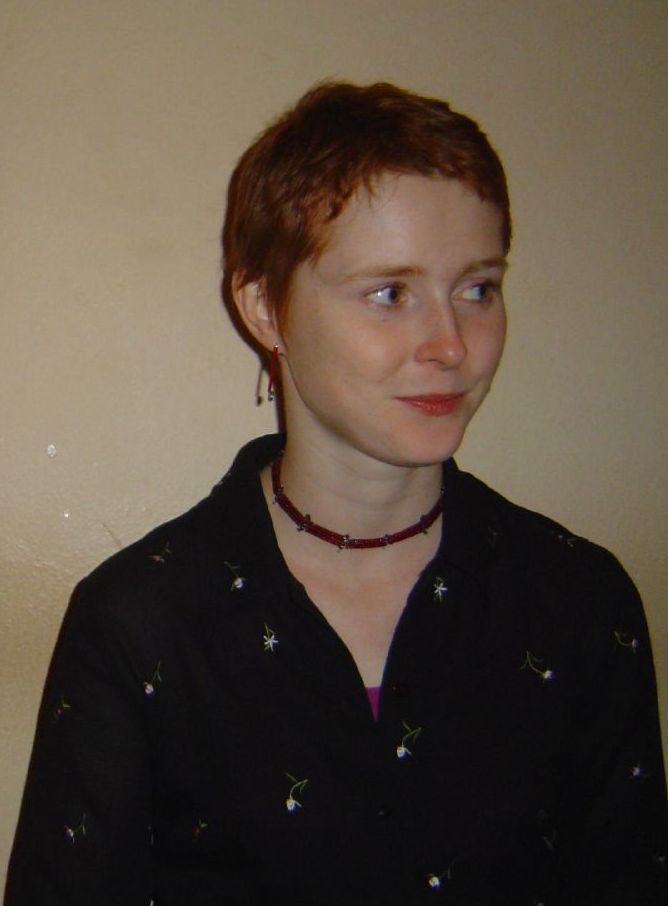
Marie Šťastná, premio 2004

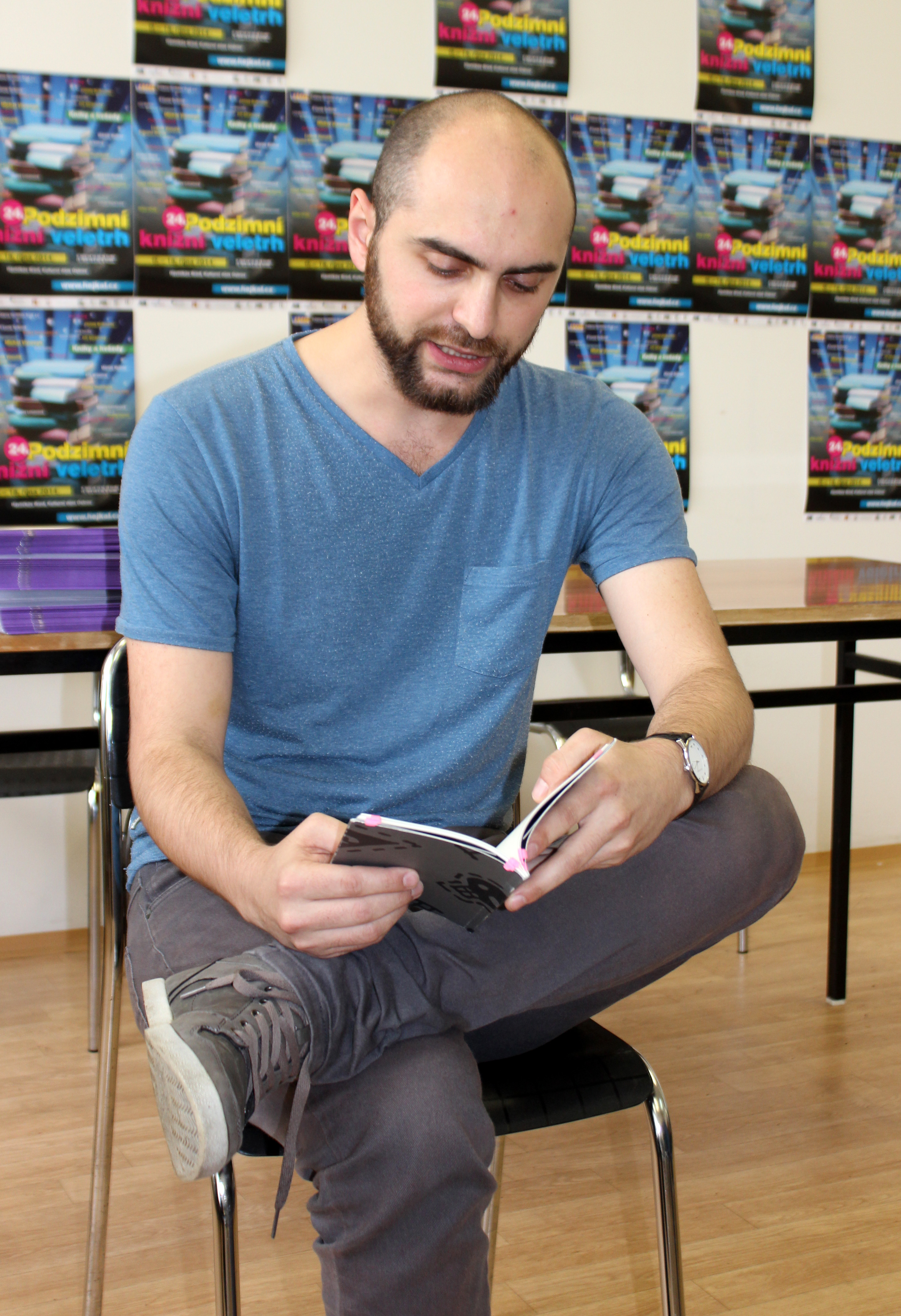
Ondřej Hanus, premio 2014

- 1987 – Zuzana Brabcová, Daleko od stromu
- 1988 – Martin M. Šimečka, Žabí rok.
- 1989 – Petr Placák, Medorek
- 1990 – Tereza Boučková, Indiánský běh
- 1991 – Vít Kremlička, Lodní deník
- 1992 – Jaroslav Pížl, Manévry
- 1993 – Michal Viewegh, Báječná léta pod psa ISBN 80-7227-135-0
- 1994 – Jaromír Typlt, Ztracené peklo
- 1995 – Petr Borkovec, Ochoz
- 1996 – Božena Správcová, Výmluva
- 1997 – Jan Jandourek, V jámě lvové
- 1998 – Bogdan Trojak, Pan Twardowski ISBN 80-86055-33-7
- 1999 – Pavel Brycz, Jsem město
- 2000 – Věra Rosí, Holý bílý kmen ISBN 80-86055-66-3
- 2001 – cena nebyla udělena
- 2002 – Martin Langer, Pití octa ISBN 80-7294-035-X; Jaroslav Rudiš, Nebe pod Berlínem ISBN 80-85935-41-4
- 2003 – Radek Malý, Vraní zpěvy ISBN 80-7227-143-1
- 2004 – Marie Šťastná, Krajina s Ofélií
- 2005 – Kateřina Kováčová, Hnízda.
- 2006 – Marek Šindelka, Strychnin a jiné básně
- 2007 – Petra Hůlová (Umělohmotný třípokoj) a Jonáš Hájek (Suť)
- 2008 – Petra Soukupová, K moři ISBN 978-80-7294-234-3; nominace: Bára Gregorová: Kámen – hora – papír a Ondřej Macura: Indicie
- 2009 – Jana Šrámková, Hruškadóttir, ISBN 978-80-85935-98-1; nominace: Jakuba Katalpa: Hořké moře a Jakub Řehák: Světla mezi prkny
- 2010 – Jan Těsnohlídek ml., Násilí bez předsudků, ISBN 978-80-904162-6-0; nominace: Jan Němec: Hra pro čtyři ruce a Kateřina Tučková: Vyhnání Gerty Schnirch
- 2011 – Františka Jirousová, Vyhnanci, ISBN 978-80-87409-06-0; nominace: Zuzana Frantová: Vikinská princezna aneb Velké velrybí vyprávění a Jaroslav Balvín: Mácha: Deníky. Turistický průvodce
- 2012 – Vratislav Maňák, Šaty z igelitu, ISBN 978-80-7294-562-7; nominace: Ondřej Buddeus, 55 007 znaků včetně mezer a Orangutan v zajetí má sklony k obezitě; Michaela Keroušová, Nemístnosti
- 2013 – Ondřej Buddeus, rorýsy; nominace: Tomáš Gabriel, Tak černý kůň tak pozdě v noci; Jaroslav Žváček, Lístek na cestu z pekla
- 2014 – Ondřej Hanus, Výjevy; nominace: Martin Poch, Jindřich Jerusalem, Jonáš Zbořil, Podolí
- 2015 – Alžběta Stančáková, Co s tím; nominace: Alžběta Michalová, Zřetelně nevyprávíš, Luboš Svoboda, Vypadáme, že máváme
- 2016 – Sára Vybíralová: Spoušť; nominace: Zuzana Lazarová: Železná košile, Helena Černohorská: O trudném konci Marie Večeřové a korunního prince Rudolfa
- 2017 – Zuzana Kultánová: Augustin Zimmerman; nominace: Dominik Melichar: Schýlené tělo, Jan Nemček: Proluka
- 2018 – Ondřej Macl: Miluji svou babičku víc než mladé dívky; nominace: Lucie Faulerová: Lapači prachu; Emma Kausc: Cykly
- 2019 – Anna Cima: Probudím se na Šibuji; nominace: Vojtěch Matocha: Prašina, Jan Škrob: Reál
- 2020 – Hana Lehečková: Svatá hlava; nominace: Přemysl Krejčík: Malej NY, Ladislav Slezák: Mount Anne
- 2021 – Šimon Leitgeb: Betonová pláž; nominace: Gábina Pokorná: V hlavě: Ze zápisků mladé schizofreničky, Klára Vlasáková: Praskliny
- 2022 – Vojtěch Vacek: Měňagon; nominace: Josef Tichý: Předvečer, Radek Touš: Štičí kost
- 2023 – Filip Klega: Andrstán; nominace: Anna Sedlmajerová: Bizarrum multiflorum, Ondřej Škrabal: Cesta k billboardu
- 2024 – Marek Torčík: Rozložíš paměť; nominace: Vasilios Chaleplis: Flavedo, Ondřej Krystyník: Dům U Orobinců